# Moonlight
Moonlight var en amerikansk TV-serie från 2007, den 13 maj 2008 meddelade CBS att serien lagts ned, serien gick endast en säsong.
Den handlar om privatdetektiven Mick St. John (Alex O'Loughlin), vars brud, Coraline (Shannyn Sossamon), gjorde honom till en vampyr på deras bröllopsnatt 55 år tidigare. Han blir förälskad i journalisten Beth Turner (Sophia Myles).

## Rollista, i urval
Alex O'Loughlin spelar Mick St. John, en privatdetektiv som blev vampyr över 50 år innan seriens början. Hans fru, Coraline, gjorde honom till vampyr på deras bröllopsnatt, då han var trettio år gammal. 
Sophia Myles spelar journalisten Beth Turner som St. John är förälskad i.  Beth har minnen av att ha blivit räddad från en kidnappare av Mick 22 år tidigare (i Los Angeles 1985), men inser inte omedelbart att Mick är samma person. Hon är nyfiken och intelligent och en ganska duktig journalist. I början av den första säsongen är hon tillsammans med en åklagarassistent.
Jason Dohring spelar Josef Kostan, en vampyr som är flera århundraden gammal (han är fyra år 1603). Han är St. Johns mentor och vän. Han är en hedonistisk affärsman som omger sig med vackra kvinnor som tillfredsställer hans blodbegär.  
Shannyn Sossamon spelar Coraline Duvall, St. Johns före detta fru. Hon var kurtisan i Frankrike början av 1700-talet, och är omkring 300 år gammal. Det var hon som gjorde honom till vampyr. Hon antas vara död, sedan 20 år tillbaka, men hon återkommer och verkar vara mänsklig och säger sig ha ett botemedel mot vampirism. Mick vill desperat komma över Coralines hemlighet hur man blir dödlig.